# 2-Méthylimidazole
Le 2-méthylimidazole est un composé organique solide blanc ou incolore très soluble dans les solvant organiques polaires et structurellement apparenté à l'imidazole. Très irritant, l'Agence européenne des produits chimiques (ECHA) a ajouté le 2-méthylimidazole à la liste des substances extrêmement préoccupantes (SVHC) dans la catégorie "Toxic for reproduction". C'est un précurseur de plusieurs médicaments ainsi qu'un ligand en chimie de coordination.
On l'obtient par synthèse de Radziszewski (en) en faisant réagir du glyoxal HOC–CHO, de l'ammoniac NH3 et de l'acétaldéhyde CH3CHO. La nitration donne un dérivé 5-nitro.
On peut l'utiliser pour simuler le résidu d'histidine coordonné à l'hème dans les hémoprotéines biologiques. Il peut être déprotoné pour réaliser des polymères de coordination (en) à base d'imidazole.
C'est également un précurseur de plusieurs antibiotiques de la classe des nitroimidazoles, utilisés contre des parasitoses et des infections à bactéries anaérobies,.

Antibiotiques contenant un noyau 2-méthylimidazole :
Dimétridazole (en)
Métronidazole
Secnidazole
Ornidazole (en)
Tinidazole
Carnidazole (en)